# زیر خورشید
زیر خورشید (سوئدی: Under solen) فیلمی سوئدی به کارگردانی کالین ناتلی است که در سال ۱۹۹۸ منتشر شد. این فیلم یکی از نامزدان جایزه اسکار بهترین فیلم بین‌المللی ۱۹۹۹ بود.

## گزیدهٔ بازیگران
- رولف لاسگورد
- هلنا بریستروم
- گانیلا رور
- لیندا اولویوس
- پر سندبرگ